# Surprise de l'année Ring Magazine

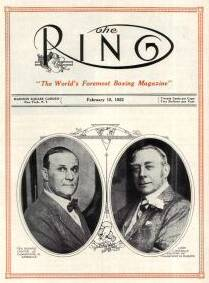
Première couverture de The Ring

La surprise de l'année Ring Magazine est une récompense décernée depuis 1922 par les journalistes de ce magazine sportif américain consacré à la boxe anglaise. En voici la liste,:

## Années 1920
- 1922 -  Battling Siki bat par KO au 6e round Georges Carpentier
- 1923 -  Gene Tunney bat aux points en 15 rounds Harry Greb
- 1924 -  Steve Sullivan bat aux points en 10 rounds Johnny Dundee
- 1925 -  Dave Shade bat par KO au 3e round Jimmy Slattery
- 1926 -  Pete Latzo bat aux points en 10 rounds Mickey Walker
- 1927 -  Mike McTigue bat par KO au 4e round Paul Berlenbach
- 1928 -  André Routis bat aux points en 15 rounds Tony Canzoneri
- 1929 -  Emile Pladner bat par KO au 1er round Frankie Genaro

## Années 1930
- 1930 -  Al Singer bat par KO au 1er round Sammy Mandell
- 1931 -  Mickey Walker fait match nul en 15 rounds face à Jack Sharkey
- 1932 -  Billy Petrolle bat par KO au 12e round Battling Battalino
- 1933 -  Primo Carnera bat par KO au 6e round Jack Sharkey
- 1934 -  Steve Hamas bat aux points en 12 rounds Max Schmeling
- 1935 -  James J. Braddock bat aux points en 15 rounds Max Baer
- 1936 -  Max Schmeling bat par KO au 12e round Joe Louis
- 1937 -  Lou Ambers bat aux points en 15 rounds Pedro Montañez
- 1938 -  Max Baer bat aux points en 15 rounds Tommy Farr
- 1939 -  Lou Ambers bat aux points en 15 rounds Henry Armstrong

## Années 1940
- 1940 -  Fritzie Zivic bat aux points en 15 rounds Henry Armstrong
- 1941 -  Freddie Cochrane bat aux points en 15 rounds Fritzie Zivic
- 1942 -  Lee Savold bat par KO au 8e round Lou Nova
- 1943 -  Jake LaMotta bat aux points en 10 rounds Sugar Ray Robinson
- 1944 -  Juan Zurita bat aux points en 15 rounds Sammy Angott
- 1945 -  Rocky Graziano bat par KO au 3e round Billy Arnold
- 1946 -  Rocky Graziano bat par KO au 2e round Marty Servo
- 1947 -  Harold Dade bat aux points en 15 rounds Manuel Ortiz
- 1948 -  Sandy Saddler bat par KO au 4e round Willie Pep
- 1949 -  Robert Villemain bat aux points en 10 rounds Jake LaMotta

## Années 1950
- 1950 -  Vic Toweel bat aux points en 15 rounds Manuel Ortiz
- 1951 -  Randy Turpin bat aux points en 15 rounds Sugar Ray Robinson
- 1952 -  Lauro Salas bat aux points en 15 rounds Jimmy Carter
- 1953 -  Bobo Olson bat aux points en 15 rounds Randy Turpin
- 1954 -  Paddy DeMarco bat aux points en 15 rounds Jimmy Carter
- 1955 -  Ralph Jones bat aux points en 10 rounds Sugar Ray Robinson
- 1956 -  Johnny Saxton bat aux points en 15 rounds Carmen Basilio
- 1957 -  Gene Fullmer bat aux points en 15 rounds Sugar Ray Robinson
- 1958 -  Don Jordan bat aux points en 15 rounds Virgil Akins
- 1959 -  Ingemar Johansson bat par KO au 3e round Floyd Patterson

## Années 1960
- 1960 -  Eloy Sanchez bat par KO au 8e round Jose Becerra
- 1961 -  Terry Downes bat par KO au 10e round Paul Pender
- 1962 -  Fighting Harada bat par KO au 11e round Pone Kingpetch
- 1963 -  Rubin Carter bat par KO au 1er round Emile Griffith
- 1964 -  Cassius Clay bat par KO au 7e round Sonny Liston
- 1965 -  Fighting Harada bat aux points en 15 rounds Eder Jofre
- 1966 -  Ki Soo Kim bat aux points en 15 rounds Nino Benvenuti
- 1967 -  Oscar Bonavena bat aux points en 12 rounds Karl Mildenberger
- 1968 -  Lionel Rose bat aux points en 15 rounds Fighting Harada
- 1969 -  Leotis Martin bat par KO au 9e round Sonny Liston

## Années 1970
- 1970 -  Billy Backus bat par KO au 4e round José Nápoles
- 1971 -  Alfredo Marcano bat par KO au 10e round Hiroshi Kobayashi
- 1972 -  Esteban De Jesús bat aux points en 10 rounds Roberto Duran
- 1973 -  Ken Norton bat aux points en 12 rounds Mohamed Ali
- 1974 -  Mohamed Ali bat par KO au 8e round George Foreman
- 1975 -  John H. Stracey bat par KO au 6e round José Nápoles
- 1976 -  Wilfred Benitez bat aux points en 15 rounds Antonio Cervantes
- 1977 -  Jorge Lujan bat par KO au 10e round Alfonso Zamora
- 1978 -  Leon Spinks bat aux points en 15 rounds Mohamed Ali
- 1979 -  Vito Antuofermo fait match nul en 15 rounds face à Marvin Hagler

## Années 1980
- 1980 -  Yasutsune Uehara bat par KO au 6e round Samuel Serrano
- 1981 -  Roger Stafford bat aux points en 10 rounds Pipino Cuevas
- 1982 -  Kirkland Laing bat aux points en 10 rounds Roberto Duran
- 1983 -  Gerrie Coetzee bat par KO au 10e round Michael Dokes
- 1984 -  Gene Hatcher bat par KO au 11e round Johnny Bumphus
- 1985 -  Michael Spinks bat aux points en 15 rounds Larry Holmes
- 1986 -  Lloyd Honeyghan bat par abandon à l'appel du 7e round Donald Curry
- 1987 -  Sugar Ray Leonard bat aux points en 12 rounds Marvin Hagler
- 1988 -  Iran Barkley bat par KO au 3e round Thomas Hearns
- 1989 -  Rene Jacquot bat aux points en 12 rounds Donald Curry

## Années 1990
- 1990 -  James Buster Douglas bat par KO au 10e round Mike Tyson
- 1991 - Récompense non attribuée
- 1992 -  Azumah Nelson bat par KO au 8e round Jeff Fenech
- 1993 -  Simon Brown bat par KO au 4e round Terry Norris
- 1994 -  Vuyani Bungu bat aux points en 12 rounds Kennedy McKinney
- 1995 -  Willy Salazar bat par KO au 7e round Danny Romero
- 1996 -  Evander Holyfield bat par KO au 11e round Mike Tyson
- 1997 -  Vince Phillips bat par KO au 10e round Kostya Tszyu
- 1998 -  Ivan Robinson bat aux points en 12 rounds Arturo Gatti
- 1999 -  Willy Wise bat aux points en 12 rounds Julio César Chávez

## Années 2000
- 2000 -  José Luis Castillo bat aux points en 12 rounds Stevie Johnston
- 2001 -  Hasim Rahman bat par KO au 5e round Lennox Lewis
- 2002 -  Juan Carlos Rubio bat aux points en 10 rounds Francisco Bojado
- 2003 -  Corrie Sanders bat par KO au 2e round Wladimir Klitschko
- 2004 -  Glen Johnson bat par KO au 9e round Roy Jones Jr.
- 2005 -  Zahir Raheem bat aux points en 12 rounds Erik Morales
- 2006 -  Carlos Manuel Baldomir bat aux points en 12 rounds Zab Judah
- 2007 -  Nonito Donaire bat par KO au 5e round Vic Darchinyan
- 2008 -  Bernard Hopkins bat aux points en 12 rounds Kelly Pavlik
- 2009 -  Juan Carlos Salgado bat par KO au 1er round Jorge Linares

## Années 2010
- 2010 -  Jason Litzau bat aux points en 12 rounds Celestino Caballero
- 2011 -  Nobuhiro Ishida bat au 1er round James Kirkland
- 2012 -  Sonny Boy Jaro bat au 6e round Pongsaklek Wonjongkam
- 2013 -  Marcos Rene Maidana bat aux points en 12 rounds Adrien Broner
- 2014 -  Chris Algieri bat aux points en 12 rounds Ruslan Provodnikov
- 2015 -  Tyson Fury bat aux points en 12 rounds Wladimir Klitschko [3]
- 2016 -  Joe Smith Jr. bat par KO au 1er round Andrzej Fonfara [4]
- 2017 -  Sadam Ali bat aux points en 12 rounds Miguel Cotto
- 2018 -  Cristofer Rosales bat par arrêt de l'arbitre au 9e round Daigo Higa [5]
- 2019 -  Andy Ruiz Jr. bat par arrêt de l'arbitre au 7e round Anthony Joshua

## Années 2020
- 2020 -  Teófimo López bat aux points en 12 rounds Vasyl Lomachenko
- 2021 -  George Kambosos Jr. bat aux points en 12 rounds Teófimo López
- 2022 -  Jai Opetaia bat aux points en 12 rounds Mairis Briedis
- 2023 -  Rafael Espinoza bat aux points en 12 rounds Robeisy Ramírez
- 2024 -  Bruno Surace bat par KO au 6e round Jaime Munguia

## Voir également
- Boxeur de l'année Ring Magazine
- Combat de l'année Ring Magazine
- KO de l'année Ring Magazine